# Казахстанско-финляндские отношения
Финля́ндско-казахста́нские отноше́ния — двусторонние дипломатические отношения между Финляндией и Казахстаном.
Обе страны являются членами Организации по безопасности и сотрудничеству в Европе (ОБСЕ).
В Хельсинки действует посольство Казахстана (с марта 2012), а в Астане — посольство Финляндии (с 3 марта 2010).

## История
Обе страны долгое время были в составе Российской империи.
Дипломатические отношения между двумя странами были установлены 13 мая 1992 года, через полгода после провозглашения независимости Казахстана.

## Экономическое сотрудничество
С 2017 года финская компания Finnair организует прямые сезонные рейсы между столицами двух стран.
17 октября 2018 года, в рамках официального визита в Финляндию президента Казахстана Нурсултана Назарбаева, были подписаны торговые соглашения на сумму 520 миллионов евро, а также соглашение об открытии грузового железнодорожного сообщения.

## Культурно-гуманитарные связи
В мае 2010 года Посольство Казахстана провело в Хельсинки первый фестиваль казахского кино, а в декабре 2012 года — «Дни казахстанского кино» в Финляндии.
С 31 января по 7 февраля 2012 года казахстанская делегация, в состав которой вошли представители Министерства образования и науки Республики Казахстан и детских дошкольных учреждений, посетила Финляндию для ознакомления с опытом работы в области образования.
Финский хоккейный тренер Кари Хейккиля в течение короткого времени возглавлял карагандинский ВХЛ «Сарыарка».

## Послы Казахстана в Финляндии
1. Галымжан Койшибаев (2012—2016)
2. Мурат Нуртлеуов (29 марта 2016—25 марта 2019)
3. Жанна Сартбаева  (с 18 мая 2019)

## Послы Финляндии в Казахстане
1. Антти Койстинен (1993—1996)
2. Тайсто Толванен (1996—2000)
3. Тапио Саарела (2000—2004)
4. Марья-Лииса Кильюнен[фин.] (2004—2008)
5. Тимо Лахелма (2008—2010)
6. Микко Киннунен (2010—2013)
7. Илкка Райсянен (2013—2017)
8. Микко Кивикоски (2017—2020)
9. Сойли Мякеляйнен-Буханист (с 2020)